# Bomba de humo

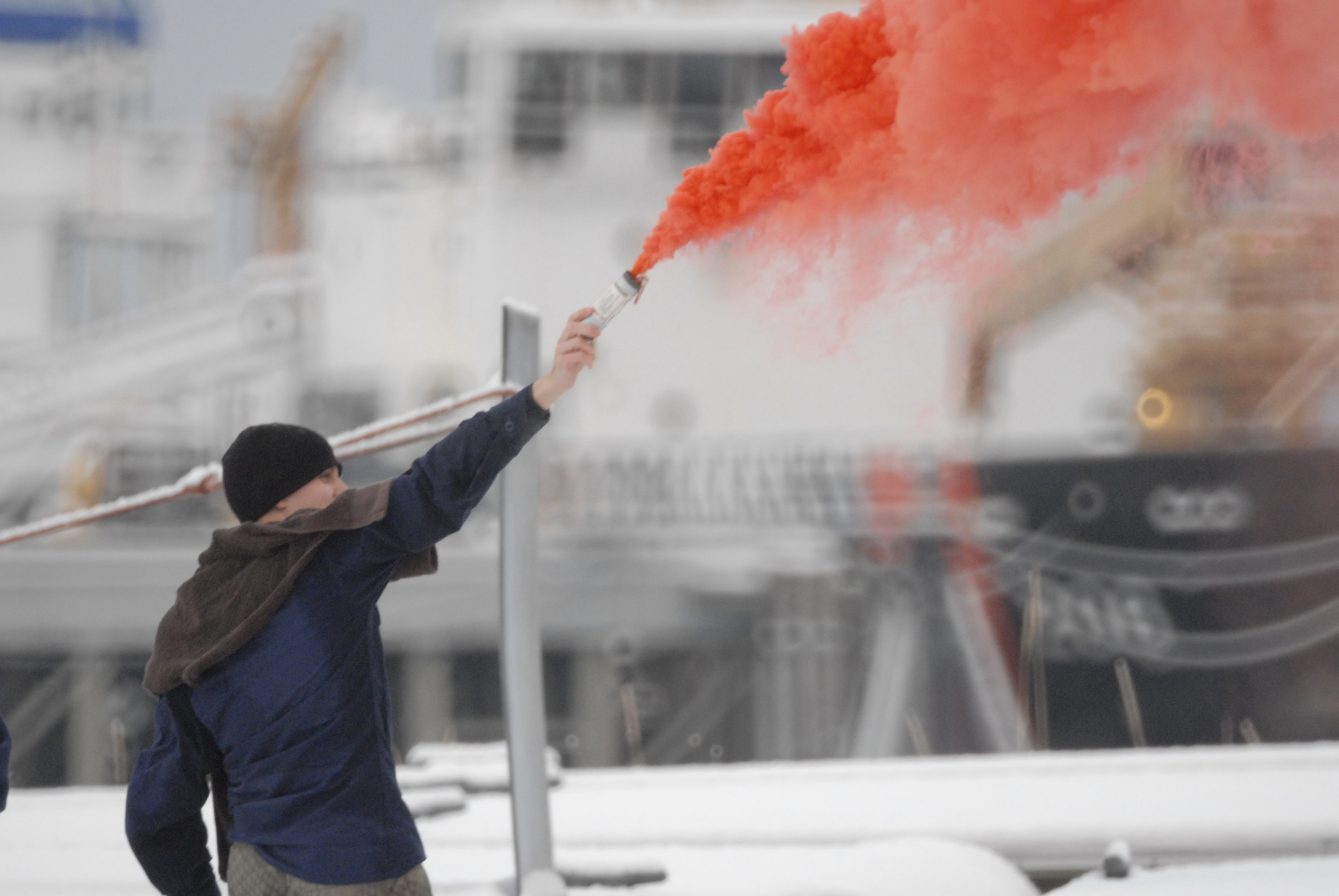
Un tripulante de un avión HC-130 Hércules de la Estación Aérea Kodiak de la Guardia Costera de Estados Unidos enciende una bengala M-124 diurna/nocturna durante el entrenamiento anual de tripulaciones el 14 de noviembre de 2008.

Una bomba de humo es un producto de reacción química diseñado para producir humo al accionarse. Las bombas de humo son útiles para juegos de airsoft, juegos de paintball, defensa personal y bromas prácticas. También se usan en pruebas de humo o como dispositivos de señalización en emergencias.

## Historia
La bomba de humo fue creada por primera vez en 1848 por el inventor británico Robert Yale.    Desarrolló fuegos artificiales de estilo chino del siglo XVII y luego modificó la fórmula para producir más humo durante un período de tiempo más largo. La historia japonesa temprana vio el uso de una forma más rudimentaria de la bomba de humo. Los explosivos eran comunes en Japón durante las invasiones mongolas del siglo XIII. Las bombas portátiles de carcasa blanda se diseñaron más tarde para liberar humo, gas venenoso y metralla de hierro y cerámica.
Los dispositivos de humo coloreado usan una fórmula que consiste en un oxidante (típicamente nitrato de potasio, KNO 3), un combustible (generalmente azúcar), un moderador (como el bicarbonato de sodio) para evitar que la reacción se caliente demasiado y un tinte orgánico en polvo. La combustión de esta mezcla evapora el tinte y lo obliga a salir del dispositivo, donde se condensa en la atmósfera para formar un "humo" de partículas finamente dispersas. 
Las bombas de humo hechas en casa, incluso antes de la invención de Yale en 1848, se usaron y se usan con mayor frecuencia en bromas y conflictos callejeros. Por lo general, están hechos de materiales que se queman mal y están contenidos en recipientes con entrada de aire limitada que impiden la combustión. Debido a que tanto los ingredientes como los usos son impredecibles, las bombas de humo caseras a menudo se clasifican como un dispositivo incendiario.